# Mihailo Jovanović

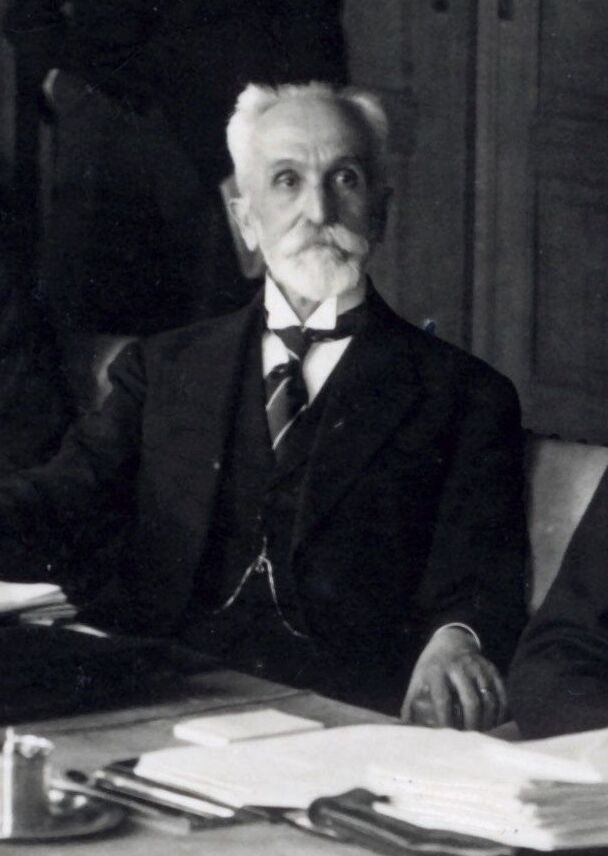
Mihailo Jovanović

Mihailo Jovanović (* 31. Juli 1855 in Kragujevac; † 1944) war ein jugoslawischer Jurist. Er fungierte zwischen 1903 und 1905 als Justizminister des Königreichs Serbien und wirkte von 1922 bis 1930 als Hilfsrichter am Ständigen Internationalen Gerichtshof.

## Leben
Mihailo Jovanović wurde 1855 in Kragujevac geboren und absolvierte nach dem Schulbesuch in Belgrad ein Studium der Rechtswissenschaften an der Universität Belgrad, das er 1875 abschloss. Später wirkte er als Richter und zeitweise als Präsident des Berufungsgerichts in Belgrad. Zudem war er für das Justizministerium tätig und bekleidete ab 1903 sowie von 1904 bis 1905 das Amt des Justizministers im Königreich Serbien. 1907 wurde er zum Mitglied des Staatsrates ernannt und 1908 zum Präsidenten des Kassationsgerichtshofs. Von 1922 bis 1930 wirkte er als Hilfsrichter am Ständigen Internationalen Gerichtshof in Den Haag. Er starb 1944.